# Mail on Sunday (álbum)
Mail on Sunday é o álbum de estreia do rapper de Miami, Flo-Rida, produzido por J.R. Rotem.

## Faixas
| #  | Título                               | Produtor(s)             | Participação(ões)  | Duração |
| -- | ------------------------------------ | ----------------------- | ------------------ | ------- |
| 1  | "American Superstar"                 | Da Honorable C.N.O.T.E. | Lil Wayne          | 3:42    |
| 2  | "Ack Like You Know"                  | Deputy                  | Chris Brown        | 3:44    |
| 3  | "Elevator"                           | Timbaland               | Timbaland          | 3:50    |
| 4  | "Roll"                               | J.R. Rotem              |                    | 3:59    |
| 5  | "Low"                                | DJ Montay               | T-Pain             | 3:49    |
| 6  | "Ms. Hangover"                       | J.R. Rotem              |                    | 3:57    |
| 7  | "Still Missin'"                      | Kane For Kane Beatz     |                    | 4:40    |
| 8  | "In the Ayer"                        | will.i.am               |                    | 3:40    |
| 9  | "Me & U"                             | Frank E.                |                    | 4:30    |
| 10 | "All My Life"                        | Fatboi                  |                    | 3:32    |
| 11 | "Don't Know How to Act"              | Da Honorable C.N.O.T.E. |                    | 3:33    |
| 12 | "Freaky Deaky"                       | Gorilla Tek Drum Majorz | Trey Songz         | 3:17    |
| 13 | "Money Right"                        | Javon "4mill" Thomas    | Brisco & Rick Ross | 3:16    |
| *  | "Gotta Eat" (Best Buy bonus track)   | Young Juve              |                    | 3:19    |
| *  | "Make a Wish" (Best Buy bonus track) | Firstborn               |                    | 4:02    |

## Desempenho nas paradas musicais
| Parada musical                                    | Melhor Posição |
| ------------------------------------------------- | -------------- |
| Estados Unidos - Billboard Top Rap Albums         | 2              |
| Estados Unidos - Billboard Top R&B/Hip-Hop Albums | 3              |
| Canadá - Canadian Albums Chart                    | 4              |
| Estados Unidos - Billboard 200                    | 4              |
| Nova Zelândia - RIANZ                             | 14             |
| Austrália - ARIA Charts                           | 21             |
| Reino Unido - UK Albums Chart                     | 29             |